# Der Seewolf (2008)
Der Seewolf ist der Titel eines 2008 produzierten Fernsehfilmes, der auf dem bekannten Roman Der Seewolf von Jack London aus dem Jahre 1904 basiert. Der Film wurde von ProSieben mitproduziert und als Zweiteiler erstmals am 24. und 25. November 2008 ausgestrahlt. Die Dreharbeiten fanden in Berlin und auf den Bahamas statt. Die Hauptrollen spielen Thomas Kretschmann als Wolf Larsen, Florian Stetter als Humphrey van Weyden sowie Petra Schmidt-Schaller als Maud Brewster. Der Regisseur Christoph Schrewe bezeichnet seinen Film selbst als „Western auf dem Wasser“.

## Handlung
Zu Beginn des 20. Jahrhunderts: Der schiffbrüchige Schöngeist und Humanist Humphrey van Weyden treibt vor San Francisco im Pazifik und wird von einem Robbenfänger-Schiff, einem Schoner mit Namen Ghost, gerettet. An Bord lernt er sogleich den herrischen Kapitän Wolf Larsen kennen. Der herrscht über seine Mannschaft mit rücksichtsloser Brutalität und führt ein gnadenloses Regime. Larsen ist aber nicht nur körperlich stark, sondern auch hochintelligent und gebildet und lebt nach einer sozialdarwinistischen Philosophie. Seine Crew setzt sich überwiegend aus Dieben, Räubern und Mördern zusammen.
Larsen weigert sich, van Weyden sofort zurück an Land zu bringen, und zwingt ihn quasi zum Mitglied seiner Crew, obwohl er van Weyden für seine anfängliche Schwäche und Verweichlichung, vor allem aber für seine Moralvorstellungen, die er von der Gesellschaft eingebläut glaubt, verachtet. Van Weyden bemerkt rasch, dass der Kapitän kein hirnloser Schläger, sondern auch ein Intellektueller ist, und liefert sich mit ihm zahlreiche Wortgefechte, ist er doch von Larsen nicht nur angewidert, sondern in gewisser Hinsicht auch fasziniert. Oftmals muss Humphrey die Sticheleien des schmierigen Smutjes Mugridge ertragen, der ihm sogar 185 Dollar klaut, lernt dadurch aber, wie es Larsen ihm sagte, „auf den eigenen Beinen zu stehen“. Eines Tages wird der Schwede Johnson wegen einer Beschwerde von Larsen und dem Steuermann fast totgeprügelt, und Mugridge von Leach, weil er ihm vor einiger Zeit in den Arm gestochen hat, zusammengeschlagen. Einige Nächte später versucht die Crew zu meutern, wobei der Steuermann über Bord geworfen und Larsen blutig geprügelt wird. Während Humphrey ihn verarztet, befördert Larsen den Kombüsenjungen van Weyden zum Steuermann. Larsen beobachtet mit Genugtuung den Wandel in van Weyden, den das Leben auf dem Schiff abzuhärten scheint.
Nach einem schweren Seesturm flüchten die Matrosen Leach und Johnson in einem Fangboot. Larsen setzt alles daran, die beiden zu verfolgen. Während der Verfolgung nimmt die Ghost weitere Schiffbrüchige auf, darunter die Schriftstellerin Maud Brewster. Als Leach und Johnson schließlich eingeholt werden, zerteilt Wolf Larsen deren Ruderboot mit dem Bug der Ghost und lässt sie zum Sterben auf hoher See zurück. Van Weyden ist darüber entsetzt, hatte er sich mit den beiden Flüchtlingen doch zuvor in gewisser Weise angefreundet und war über deren Fluchtpläne in Kenntnis gesetzt. Eine eigene Flucht erscheint ihm jedoch unmöglich, sind es zum nächsten Festland, nach Japan, immerhin rund 700 Seemeilen.
Maud Brewster scheint dem Charme Larsens, der ein Auge auf sie geworfen hat, durchaus nicht abgeneigt, kokettiert jedoch auch mit Humphrey. Als der Smutje Mugridge von Larsen und der Mannschaft wegen einer Lappalie kielgeholt wird und dabei durch einen Haiangriff ein Bein verliert, wandelt sich ihr Bild von Larsen. Kurze Zeit später trifft die Ghost auf Robben. Allerdings ist auch der Bruder Larsens, der das Dampfschiff Macedonia besitzt, hinter der Herde her. Nachdem die Ghost eine Schießerei mit der Macedonia beginnt, müssen sie in eine Nebelwand flüchten. Sie schaffen es, den Bruder Larsens abzuschütteln. In der Nacht versucht Larsen Maud zu vergewaltigen, doch Humphrey geht dazwischen und rettet sie. Nach diesem Zwischenfall entschließen sich beide zur nächtlichen Flucht nach Yokohama in einem der Fangboote.
Nach einiger Zeit auf See gelangen sie zu einer kleinen, unbewohnten Insel, wo sie zunächst bleiben. Eines Morgens entdeckt Humphrey dort jedoch die gestrandete Ghost. Bewaffnet erkundet er das Schiff und trifft dabei nur auf den angeketteten Larsen. Die Ghost wurde von der Macedonia geentert und ließ ihren Kapitän im Stich. Es entsteht ein Zwiespalt, wie mit Larsen weiter verfahren werden soll: Weigert sich dieser doch, sein Schiff zur Fahrt nach Japan bereitzustellen. Larsen erklärt, dass seine starken Kopfschmerzen, die ihn seit langem in Abständen quälen, auf einen Tumor zurückzuführen sind, der ihm allmählich das Augenlicht raubt.
Während Maud und Humphrey versuchen das Schiff wieder seetüchtig zu machen, schafft es der angekettete Larsen, sich zu befreien und attackiert van Weyden, der ihn jedoch mit seinem Gewehr anschießt. Dennoch gewinnt der stärkere Larsen die Oberhand und versucht van Weyden mit einer Kette zu erwürgen. Maud betritt hastig die Kajüte und feuert auf Larsen, der zu Boden geht, van Weyden jedoch weiter mit dem Tode bedroht. Er stellt den mit erhobener Waffe stehenden Humphrey vor die Wahl, entweder ihn zu töten und somit seinem Instinkt zu folgen, oder aber seiner Moral treu zu bleiben und dafür selbst getötet zu werden. Noch bevor Humphrey zu einer Entscheidung kommt, ist Larsen an seiner Wunde verblutet. Maud und Humphrey, die sich inzwischen näher gekommen sind, bekommen das Schiff wieder seetüchtig und machen sich auf die Reise nach Japan. Larsens Leiche bestatten sie auf hoher See. Kurz darauf werden sie von einem japanischen Dampfer gerettet.

## Hintergrund

### Unterschiede zum Roman
Holger Karsten Schmidts Drehbuch bleibt deutlich näher an der Romanvorlage als die anderen fürs deutsche Fernsehen entstandenen Verfilmungen des Stoffs, der ZDF-Vierteiler von 1971 und der ZDF-Zweiteiler von 2009. Zu den Abweichungen von der Vorlage gehören:
- Der schwedische Matrose Johansson heißt eigentlich Johnson und wird im Film teilweise mit Johansson und Johnson angesprochen.
- Wolf Larsen stirbt im Roman an seinem Hirntumor und verblutet nicht an seiner Wunde.
- Außerdem ist er zum Schluss komplett blind.

### Produktion
Die Herstellungskosten des von Hofmann & Voges produzierten Filmes betrugen rund 7 Millionen Euro. Drei Monate lang, von April bis Juli 2008, wurde auf den Bahamas gedreht. Für die Fertigung der Hochsee-Szenen fuhr das von einer filmerfahrenen Crew gesteuerte Segelschiff mit dem Filmteam an Bord zu Tagestörns aufs offene Meer hinaus. Zahlreiche Schauspieler litten während der Dreharbeiten an der Seekrankheit, weshalb mehr als 250 Tabletten gegen Übelkeit ausgegeben wurden. Bis zu 120 Personen waren beim Dreh der Sturmszenen beteiligt. Die während der Jagdszenen gezeigten Robben sind teils Computeranimationen, teils Stofftiere.
Die Schiffs-Innenaufnahmen entstanden bei vierwöchigen Dreharbeiten in Berliner Filmstudios. Dort wurde das Unterdeck auf einem schwenkbaren Gestell nachgebaut, das von Arbeitern bewegt werden konnte, um den Seegang zu simulieren.

### Konkurrierende Neuverfilmung des ZDF
Fast zeitgleich zu dieser ProSieben-Verfilmung des Seewolf-Stoffs entstand mit einem doppelt so hohen Budget eine weitere Verfilmung des Romans für das ZDF mit Sebastian Koch in der Rolle des Wolf Larsen. Die Produktionsfirma Tele München scheiterte dabei mit dem Versuch, der ProSieben-Fassung die Verwendung des Filmtitels Der Seewolf gerichtlich verbieten zu lassen. Das ZDF verzögerte die Ausstrahlung seiner eigenen Seewolf-Neuverfilmung und sendete sie erst fast ein Jahr nach der ProSieben-Version, siehe Artikel Der Seewolf (2009). Wie auch schon bei ProSieben blieb beim ZDF das Zuschauerinteresse hinter den Erwartungen zurück.

### DVD-Veröffentlichung
Die DVD des Filmes erschien am 28. November 2008 bei Koch Media als Set mit zwei DVDs, wobei die erste Scheibe beide Filmfolgen enthält, auf der zweiten sind Extras: Outtakes (8:34 min), ein Making-of (25:30 min) und entfernte Szenen (9:12 min).

## Rezeption
In der öffentlichen Wahrnehmung musste sich die ProSieben-Verfilmung gegen den ZDF-Vierteiler von 1971 behaupten. Dieser meistgezeigte deutsche Fernsehfilm aller Zeiten wird oft als „Original“ bezeichnet, obwohl er mehrere Bücher Jack Londons zur Handlung verquickt und nicht die erste Verfilmung des Stoffes war. Großes Interesse der Kritik gilt dem Vergleich Thomas Kretschmanns mit dem damaligen Hauptdarsteller Raimund Harmstorf, dessen Darstellung des Wolf Larsen maßgeblich bedeutend für den Erfolg der Verfilmung und für seine eigene Karriere war. Als legendär gilt seit der Verfilmung von 1971 die Szene, in der Larsen mit einer Hand eine rohe Kartoffel zerquetscht, um van Weyden mit dieser Kraftdemonstration einzuschüchtern. Zahlreiche Medienvertreter zeigten sich erfreut darüber, dass diese Szene auch ihren Weg in diese Neuverfilmung fand.
Die Fernsehzeitschrift rtv bezeichnet Schrewes Film als „einen der spektakulärsten deutschen Abenteuer- und Liebesfilme der letzten Jahre“. Anlässlich der Erstausstrahlung waren „Der Seewolf“ und Petra Schmidt-Schaller als Titelbild die Aufmacher von Heft 47/2008.

### Einschaltquoten
Die Quoten der Erstausstrahlung im Montag- und Dienstagabend-Programm waren für ProSieben enttäuschend. Der erste Teil erreichte mit knapp 2,2 Millionen Zuschauern eine Quote von 6,8 Prozent, der zweite Teil lag bei 1,97 Millionen Zuschauern und 6,2 Prozent. Bei den 14- bis 49-Jährigen kam Teil 1 auf 1,24 Millionen Zuschauer und 9,5 Prozent Marktanteil, Teil 2 auf 1,06 Millionen Zuschauer und 8 Prozent Marktanteil.

### Kritiken
Joachim Hirzel vom Focus lobt den Film als „Wasser-Werk mit Tiefgang“ und „kammerspielartig in Szene gesetzt“. Zudem wirke die Verfilmung „dicht und intensiv“.
Antje Harders von der Süddeutschen Zeitung schreibt von einem „hervorragenden Thomas Kretschmann und ausgefeilten Dialogen“. Des Weiteren lobt sie, dass der Film „kein bloßes Action-Spektakel mit Hai, Mord und Meuterei“ sei, sondern „ein sensibel gespieltes Kammerspiel auf See“. Erfreut zeigt sie sich auch über „ausgefeilte philosophische Dialoge und eine rührend altmodische Sprache“. Im Vergleich zu Raimund Harmstorf sei die Interpretation von Kretschmann als Larsen „reifer, gefasster und irgendwie deprimiert“.
Im Tagesspiegel nennt Markus Ehrenberg die Verfilmung „beste, spannende, anspruchsvolle Unterhaltung. Ein Fernsehereignis zum Ende des Jahres, und da nach wenigen Minuten Schopenhauer und Shakespeare zitiert werden, ist festzuhalten: Achtung, das ist schon auch Qualitätsfernsehen.“

## Auszeichnungen
2009 wurde Antonia Fenn aufgrund ihrer Arbeit an Der Seewolf für den Deutschen Fernsehpreis in der Kategorie Bester Schnitt nominiert.